# Spilogona yaluensis
Spilogona yaluensis este o specie de muște din genul Spilogona, familia Muscidae, descrisă de Ma și Wang în anul 1992.
Este endemică în Jilin. Conform Catalogue of Life specia Spilogona yaluensis nu are subspecii cunoscute.